# Камбоджийско-тайский пограничный конфликт (2025)
Камбоджийско-тайский конфликт начался 28 мая 2025 года и представлял из себя вооружённые столкновения на камбоджийско-таиландской границе. Бои начались 24 июля после того, как Таиланд отозвал своего посла из Камбоджи поздно вечером 23 июля и анонсировал, что вышлет посла Камбоджи в Бангкоке. Острая фаза конфликта продлилась до 28 июля 2025 года, когда премьер-министры Таиланда и Камбоджи достигли договорённости о прекращении огня в Путраджайе, столице Малайзии.

## Предыстория
28 мая 2025 года в ходе короткой перестрелки с тайскими солдатами погиб один камбоджийский солдат на спорном участке границы двух стран между камбоджийской провинцией Прэахвихеа и таиландской провинцией Убонратчатхани. Власти двух стран заявили, что их войска с тех пор были отведены, и они будут использовать дипломатию для решения этой проблемы.
Попытка закулисной дипломатии переросла в широкий дипломатический конфликт между странами, который дестабилизировал правительство Таиланда и привёл к временному отстранению премьер-министра Пхэтхонгтхан Чиннават после утечки телефонного разговора с бывшим премьер-министром Камбоджи Хун Сеном, в котором она критиковала действия своей армии в этом конфликте.
С 18 по 20 июля 2025 года в спорных приграничных районах были найдены 10 недавно установленных противопехотных мин типа ПМН-2 российского производства, которые не используются и не хранятся на складах в Таиланде.
21 июля Таиланд обвинил Камбоджу в установке наземных мин на спорной приграничной территории. Таиландские власти объявили, что трое солдат были ранены в результате подрыва мин во время патрулирования 16 июля на тайской стороне спорного пограничного района. Однако, камбоджийские власти отвергли эти обвинения и заявили, что солдаты отклонились от согласованных маршрутов и подорвались на мине, оставшейся после десятилетий войны.
Таиланд заявил, что призовёт Камбоджу к ответу за нарушение договора о противопехотных минах, а армия усилит бдительность во время пограничного патрулирования. Камбоджа заявила, что недавний инцидент продемонстрировал необходимость урегулирования в Международном суде, но Бангкок ранее заявлял, что не признаёт юрисдикцию суда по данному вопросу и предпочитает урегулировать спор посредством двусторонних механизмов.
23 июля группа тайских солдат подорвалась на мине вдоль границы, в результате они получили ранения. Поздно вечером тайские власти отозвали своего посла из Камбоджи и одновременно высылают камбоджийского посла в Бангкоке.

## Хронология конфликта
В ночь на 24 июля 2025 год произошли военные столкновения между войсками Таиланда и Камбоджи около древнего храма Та Моан Тхом, который находится на таиландской территории, рядом с оспариваемой Камбоджей территорией. Стороны конфликта обвинили друг друга в начале боевых действий.
По данным Камбоджи, рано утром тайские силы начали нарушать договорённости, поднявшись к храму Та Моан Тхом и установив колючую проволоку у основания храма. Позже они запустили беспилотник на две минуты. Камбоджийская армия её убрала, после чего началась перестрелка.
По словам тайских военнослужащих, Камбоджа, прежде чем направить войска в спорный район возле храма Та Моан Тхом, запустила разведывательный беспилотник. Позже камбоджийские войска открыли огонь по пограничным районам, после чего были ранены двое тайских солдат. Известно, что Камбоджа применяла различные виды вооружений, в том числе ракетные установки, и нанесла удар из РСЗО «Град» по приграничной территории провинции Сисакет. По заявлениям камбоджийской армии, она полностью захватила храмы Та Моан Тох, Та Моан Тхом и Та Крабей, а также район Мом Тей.
Министерство иностранных дел Таиланда заявило, что камбоджийские войска обстреляли тайскую военную базу и ударили по гражданским объектам, что привело к жертвам среди мирного населения. В ответ, шесть тайских истребителей F-16 нанесли удары по камбоджийским войскам, один из них по военному объекту в Камбодже.
Затем боевые действия распространились по меньшей мере на шесть районов вдоль границы, что вынудило Таиланд закрыть границу между странами из-за роста погибших. Губернаторы тайских провинций Сурин, Бурирам, Сисакет и Убонратчатхани приняли решение об эвакуации мирных жителей, проживающих вдоль границы с Камбоджей. Эвакуация была проведена по распоряжению исполняющего обязанности премьер-министра и министра внутренних дел Пхумтама Вечаячая, который поручил министерству внутренних дел начать операцию по защите районов за линией фронта.
Камбоджа заявила, что понижает дипломатические отношения с Таиландом до минимума, высылая тайского посла и отзывая всех камбоджийских сотрудников из посольства в Бангкоке в ответ на то, что Таиланд отозвал своего посла 23 июля и выслал камбоджийского.
В тот же день Королевская армия Таиланда заявила, что она начинает операцию «Юттабадин» на суше и в воздухе для противодействия Камбодже. Также Командование вооружённых сил Таиланда сообщило о намерении применить тяжёлое вооружение против Камбоджи.
Утром 25 июля бои возобновились и стороны продолжили обмениваться огнём вдоль спорной границы. В этот же день вспыхнули ожесточённые столкновения в районах храмов Та Моан Тхом и Та Краби недалеко от границы с применением артиллерии, танков и авиации. Тайские войска начали массированное наступление в попытке захватить контроль над этими объектами, но камбоджийские отбили атаку. По заявлениям тайской армии, возле храма Прэахвихеа, объекта Всемирного наследия ЮНЕСКО, на который обе страны претендуют, было убито более 100 камбоджийских солдат. Также известно, что храм был повреждён после бомбардировок Таиланда.
Таиланд объявил военное положение в семи районах провинции Чантхабури и в одном районе провинции Трат, граничащих с Камбоджей. За два дня более 135 тысяч тайцев было эвакуировано со спорных территорий, а камбоджийцев от 5 до 35 тысяч человек.
Утром 26 июля камбоджийские войска вторглись в таиландскую провинцию Трат, но были отброшены таиландской морской пехотой обратно на камбоджийскую территорию, открыв новый фронт.

### Прекращение огня
25 июля премьер-министр Камбоджи Хун Манет сообщил, что он согласился на прекращение огня, предложенное премьер-министром Малайзии Анваром Ибрагимом. Вечером Таиланд заявил, что согласен с прекращением огня и рассмотрит это, но это должно быть основано на «соответствующих реальных условиях» и что продолжающиеся атаки Камбоджи свидетельствуют об отсутствии доброй воли.
26 июля президент США Дональд Трамп заявил, что он поговорил с премьер-министрами Камбоджи и Таиланда, чтобы оказать давление на обе страны, добиться немедленного прекращения огня и положить конец войне, предупредив, что не будет заключать торговые соглашения ни с одной из стран, если конфликт продолжится, в результате чего лидеры обеих стран договорились «немедленно встретиться и оперативно договориться о прекращении огня». Китай также предложил выступить посредником в переговорах, являясь крупнейшим торговым партнёром сторон конфликта.
Вечером 27 июля министр иностранных дел Малайзии подтвердил, что лидеры Камбоджи и Таиланда встретятся на следующий день в Малайзии для переговоров о прекращении огня при посредничестве Анвара Ибрагима
.
28 июля премьер-министр Таиланда Пхумтам Вечаячай и премьер-министр Камбоджи Хун Манет встретились для переговоров о прекращении огня в столице Малайзии Путраджайе. Премьер-министр Малайзии Анвар Ибрагим заявил, что страны договорились о «немедленном и безоговорочном» прекращении огня в попытке урегулировать конфликт. На встрече также присутствовали послы США и Китая.
Однако, по данным таиландской армии, камбоджийская, после вступления в силу перемирия, атаковала тайские подразделения в районе Суранари. Позднее пресс-секретарь Министерства национальной обороны Камбоджи Мали Сочита заявила, что стороны соблюдают режим прекращения огня и военные двух стран должны оставаться на своих позициях до начала переговоров. Несмотря на это, 29 июля военные командиры обеих сторон договорились не размещать войска вдоль спорной границы, сохранять режим прекращения огня, прекратить любые передвижения войск и содействовать возвращению раненых и погибших. Министры иностранных дел и обороны Камбоджи, Таиланда и Малайзии также обязались разработать механизмы реализации и мониторинга перемирия.
7 августа состоялась встреча представителей министерств обороны обоих стран в Куала-Лумпуре, которая завершилась соглашением о продлении режима прекращения огня. Также стороны конфликта согласились разрешить наблюдателям из АСЕАН осматривать спорные пограничные районы, чтобы гарантировать невозобновление боевых действий.
9 августа, по данным тайской армии, трое тайских солдат пострадали в результате подрыва на мине во время патрулирования границы с Камбоджей.

## Реакция
Министры иностранных дел стран АСЕАН единогласно выразили глубокую обеспокоенность конфликтом, который привёл к росту числа жертв с обеих сторон, разрушению государственной собственности и перемещению большого числа людей в приграничных районах.
 Представитель Министерства иностранных дел и торговли заявил, что правительство Австралии глубоко обеспокоено сообщениями о боевых действиях на границе Таиланда и Камбоджи, включая обстрелы жилых районов.
 Министерство иностранных дел Брунея заявило, что страна внимательно следит за ситуацией, призывая обе стороны проявлять сдержанность и участвовать в диалоге и консультациях для снижения напряжённости.
 Парламентский статс-секретарь по делам Индо-Тихоокеанского региона Великобритании Кэтрин Уэст выразила обеспокоенность жертвами среди гражданского населения и призвала обе стороны проявить сдержанность и искать пути мирного диалога.
 Посольство Индонезии в Пномпене призвало индонезийских граждан проявлять осторожность и бдительность в зонах конфликта. Также были даны указания гражданам Индонезии, находящимся в Камбодже, сохранять спокойствие и продолжать следить за развитием ситуации.
 Премьер-министр Камбоджи Хун Манет заявил, что его страна всегда занимала позицию мирного решения, сказав, что «у них нет другого выбора, кроме как ответить вооружённой силой на вооружённую агрессию», также потребовав срочного созыва заседания Совета Безопасности ООН в ответ на насилие, заявив, что оно «серьезно угрожает миру в регионе».
 Министерство иностранных дел Китая заявило, что оно глубоко обеспокоено эскалацией между своими соседями, и подчеркнуло важность поддержания дружеских отношений, отвечающих долгосрочным интересам обеих сторон. Представитель МИД Го Цзякунь заявил, что Китай «продолжит играть конструктивную роль в содействии миру и диалогу, чтобы помочь ослабить напряженность». А посольство Китая призвало своих граждан в Камбодже избегать приграничных районов и «сохранять бдительность».
 Министерство иностранных дел Лаоса выразило серьёзную обеспокоенность текущей обстановкой на границе между Камбоджей и Таиландом. Оно призвало обе стороны проявить осторожность и найти мирное решение текущего конфликта.
 Премьер-министр Малайзии Анвар Ибрагим выразил обеспокоенность ситуацией и заявил о своей готовности вести переговоры с обеими сторонами с целью деэскалации и достижения мирного урегулирования.
 Генеральный секретарь ООН Антониу Гутерриш призвал к максимальной сдержанности на фоне пограничных столкновений между Таиландом и Камбоджей. 25 июля Совет Безопасности провёл закрытое заседание для обсуждения обострения отношений между двумя соседними странами Юго-Восточной Азии, все 15 государств-членов призвали обе стороны к деэскалации, проявлению максимальной сдержанности и мирному урегулированию спора. Совет Безопастности также призвал АСЕАН содействовать урегулированию и поддержал посреднические усилия Малайзии. После заседания постоянный представитель Камбоджи при ООН Чхеа Кео подчеркнул, что его страна настаивает на немедленном и безусловном прекращении огня и выступает за мирное решение конфликта.
 Россия выразила обеспокоенность ростом напряжённости на камбоджийско-таиландской границе и призывает обе страны проявлять сдержанность и искать мирное решение. Посольство России в Таиланде призвало находящихся в стране российских граждан воздержаться от посещения приграничных районов с Камбоджей.
 Министерство иностранных дел Сингапура выразило серьёзную обеспокоенность столкновениями, призвав обе страны проявить осторожность, прекратить боевые действия, снизить напряжённость через дипломатические каналы и обеспечить безопасность всех мирных жителей.
 Министерство иностранных дел Республики Корея призвало к мирному урегулированию пограничного спора между двумя странами. Представитель ведомства заявил: «Правительство выражает глубокую обеспокоенность и приносит соболезнования погибшим и их семьям в связи с этим инцидентом».
 Посольство США в Таиланде предупредило американцев, находящихся в этом районе или поблизости, прислушаться к рекомендациям тайских властей, которые начали эвакуацию из зон конфликта.
 Таиланд осудил Камбоджу как «бесчеловечную, жестокую и жаждущую войны» страну, обвинив её в артиллерийских обстрелах гражданской инфраструктуры в ходе столкновений. Премьер-министр Таиланда Пхумтам Вечаячай заявил, что необходимо прекратить боевые действия, прежде чем приступать к переговорам. Он заявил, что война не была объявлена, и что боевые действия не распространяются на другие провинции.
 Министерство иностранных дел Филиппин выразило обеспокоенность по поводу конфликта и подчеркнуло важность открытых каналов связи и мирного урегулирования. Посольство Филиппин в Пномпене рекомендовало гражданам, находящимся в приграничных районах, соблюдать осторожность и связаться с дипломатической миссией при необходимости.
 Правительство Франции выразило глубокую обеспокоенность в связи с вооружёнными столкновениями между Таиландом и Камбоджей, а также выразило соболезнования семьям погибших в результате конфликта. Оно также призвало обе страны немедленно прекратить боевые действия и урегулировать разногласия мирным путём в соответствии с международным правом.
 Япония выразила глубокую обеспокоенность продолжающимися военными столкновениями между Камбоджей и Таиландом, призвав обе стороны проявить «максимальную сдержанность» и разрешить напряжённость путём диалога.